# Smous des Pays-Bas
Le smous des Pays-Bas (Hollandse Smoushond en néerlandais) est une race de chiens originaire des Pays-Bas. Populaire au XIXe siècle, le smous des Pays-Bas accompagnait les cavaliers et chassait les nuisibles dans les écuries néerlandaises. Ses populations ont décliné au cours du XXe siècle, et la race n'est guère visible que dans son pays d'origine.
Le smous des Pays-Bas est un chien de petite taille, à la robe couleur paille couverte d'un poil long et hirsute. D'un caractère décrit comme affectueux et gai, ni roquet ni rôdeur, il est exclusivement utilisé comme chien de compagnie.

## Historique
Le smous des Pays-Bas est une race d'origine ancienne mais inconnue. Au XIXe siècle, le smous, qui est assez populaire, suit les chevaux et les équipages et est considérée comme le chien du cavalier gentilhomme. Le smous était appelé « chien d’écurie de maître » ou « chien de cocher ». Il attrape également les rats dans l'écurie, le terme « smous » signifiant d'ailleurs « souris ». Le type morphologique de ces chiens d'écuries, notamment utilisé à Amsterdam, est, selon les sources d'époque, assez homogène. Le smous des Pays-Bas pourrait être issu de schnauzers importés d'Allemagne.
Un premier standard est rédigé en 1905 par L. Seegers et à partir des années 1920, des éleveurs commencent à développer le smous qui se fait concurrencer par les variétés étrangères. Toutefois, la Seconde Guerre mondiale met fin à l'élevage et à la fin du conflit, la race est au bord de l'extinction. Dans les années 1970, quelques éleveurs passionnés recommencent l'élevage à partir des rares chiens encore vivants afin de sauver la race de l'extinction.
En dehors des Pays-Bas, la race est quasiment inconnue.

## Standard

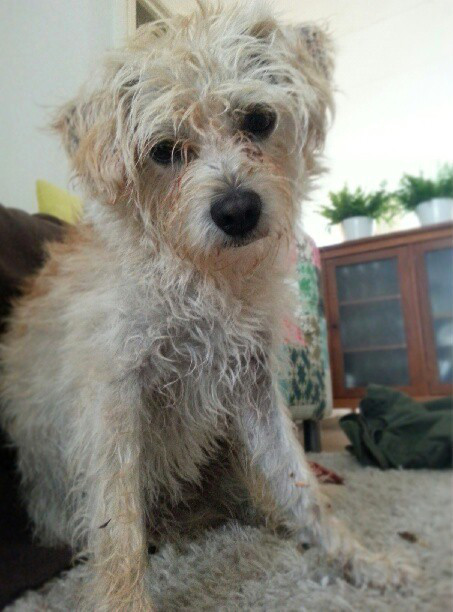
Un smous des Pays-Bas.

Le smous des Pays Bas est un chien de petite taille, d'aspect agile, ni lourdaud ni grossier. Le corps s’inscrit dans un carré, bien que celui des femelles soit parfois un peu plus long que celui des mâles. La queue est courte, portée gaiement. Le crâne est légèrement bombé. Le stop est distinctement marqué. Le museau court se termine par une truffe large de couleur noire. Les yeux sont grands, ronds et de couleur foncée. Attachées haut, les oreilles tombent vers l’avant bien accolées aux joues. De petite taille, elles sont fines et de forme triangulaire avec l'extrémité légèrement arrondie.
La qualité du poil est un trait très important de la race,.
- Sur le corps, le poil d’une longueur de 4 à 7 cm est grossier, rude, dur, droit et d'aspect hirsute avec un sous-poil qui protège le chien contre les intempéries. Il ne doit pas y avoir de raie sur le dos.
- Sur les membres, le poil est de longueur moyenne, dirigé vers l’arrière suggérant la présence d’une frange.
- Sur la queue, le poil est touffu et sans frange.
- Le poil est plus court sur la tête, mais de texture identique à celui du corps. Les joues, la moustache, la barbe et les sourcils ont un poil plus long. Les sourcils sont fournis mais ne cachent pas les yeux ni n'entravent la vision.

La robe est jaune uni dans toutes ses nuances, la couleur paille étant préférée. Le poil des oreilles, la moustache, la barbe et les sourcils peuvent être d’un ton plus foncé que le reste de la robe.

## Caractère
Le standard de la Fédération cynologique internationale (FCI) décrit le smous des Pays-Bas comme un chien affectueux, gai, amical, ni peureux, ni nerveux.

## Utilité

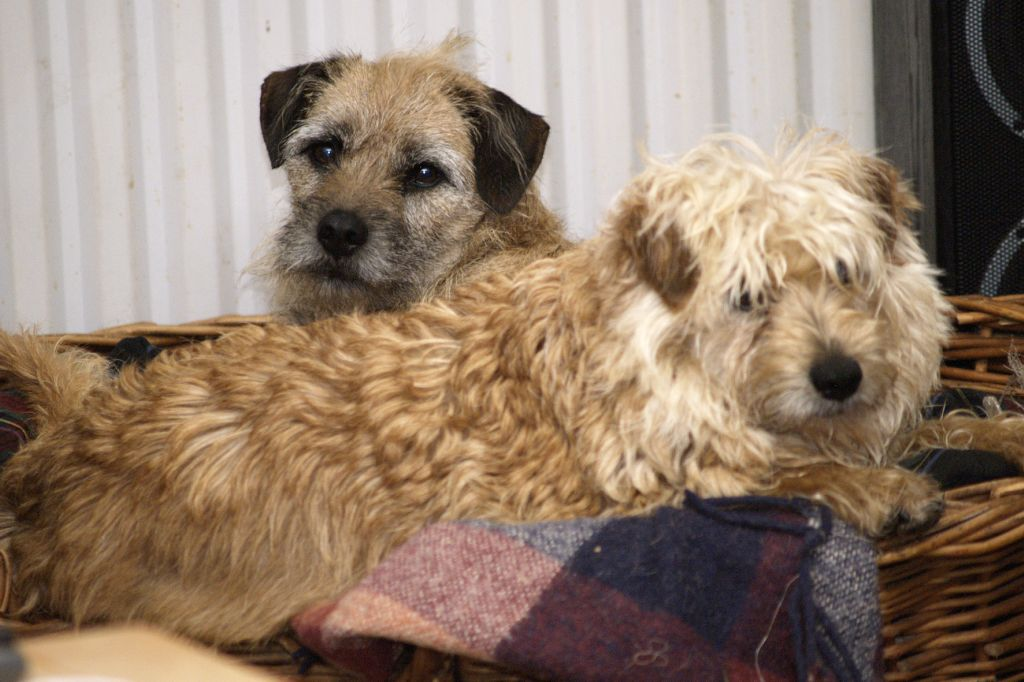
Le smous des Pays-Bas est un chien de compagnie agréable.

Le smous des Pays-Bas est utilisé comme chien de compagnie.